# 凤凰正点播报
凤凰正点播报（Phoenix News On The Hour）是凤凰卫视资讯台的一档正點新闻节目，每逢正点播出，部分时段亦会在鳳凰衛視歐洲台、美洲台、澳洲版、香港台播出。节目口号为“世界发生，我们记录”。
突发事件直播（Breaking News，由OPPO冠名）与焦点直播是凤凰卫视资讯台在部分新闻直播节目或环节中插播的直播节目（有时亦会以环节形式播出），节目口号为“大事发生，我们在场”，某些情况下亦会与凤凰卫视中文台并机直播。
2005年期间每天1:00、2:00、3:00、4:00，周末3:30播出的版本改以《凤凰环球报导》名义播放，每天5:00、6:00、9:00、10:00、11:00，周末5:30、8:00、8:30播出的版本改以《凤凰世界报导》名义播放，每天13:00、14:00、15:00、16:00、17:00，周末14:30、15:30播出的版本改以《凤凰时事报导》名义播放，每天18:00、20:00，周末19:00、19:30播出的版本改以《凤凰新闻报导》名义播放。
2006年起恢复《凤凰正点播报》名义，同时每天18:00、20:00，周一至周五23:00播出的版本編為焦點新聞時段，改以《凤凰焦点新闻》（Phoenix Focus）名义播放，由阳光保险赞助播出。
2022年1月1日公曆新年香港时间凌晨1点整，所有整點新聞改為现场直播；但自2022年2月14日起香港爆發第五波疫情，凌晨時段的《凤凰正点播报》除01:00直播外，其餘時段為錄播，是資訊台歷來首度取消通宵時段直播安排（春節期間05:00亦為直播），有關改動於2024春節後正式取消（主因乃自導播05:00重新剪接製作）。

## 播出时间

### 凤凰正点播报（时间表）
| 時間  | 星期一         | 周二至周五     | 星期六         | 星期日         |
| 01:00 | 现场直播       | 现场直播       | 现场直播       | 现场直播       |
| 01:30 | 錄播           | 錄播           | 錄播           | 錄播           |
| 02:00 | 錄播           | 錄播           | 錄播           | 錄播           |
| 02:30 | /              | /              | /              | /              |
| 03:00 | 錄播           | 錄播           | 錄播           | 錄播           |
| 03:30 | /              | /              | /              | /              |
| 04:00 | 錄播           | 錄播           | 錄播           | 錄播           |
| 05:00 | 现场直播／錄播 | 现场直播／錄播 | 现场直播／錄播 | 现场直播／錄播 |
| 05:30 | /              | /              | /              | /              |
| 06:00 | 錄播           | 錄播           | 錄播           | 錄播           |
| 06:30 | /              | /              | /              | /              |
| 07:00 | 不適用         | 不適用         | 不適用         | 不適用         |
| 09:00 | 现场直播       | 现场直播       | 现场直播       | 现场直播       |
| 09:15 | 不適用         | 现场直播       | 现场直播       | 现场直播       |
| 09:30 | 不適用         | 不適用         | 不適用         | 不適用         |
| 10:00 | 现场直播       | 现场直播       | 现场直播       | 现场直播       |
| 10:30 | 不適用         | 不適用         | 不適用         | 不適用         |
| 11:00 | 现场直播       | 现场直播       | 现场直播       | 现场直播       |
| 11:30 | 不適用         | 现场直播       | 现场直播       | 不適用         |
| 12:00 | 不適用         | 不適用         | 不適用         | 不適用         |
| 13:00 | 现场直播       | 现场直播       | 现场直播       | 现场直播       |
| 13:15 | 不適用         | 不適用         | 不適用         | 现场直播       |
| 13:30 | 不適用         | 不適用         | 不適用         | 不適用         |
| 14:00 | 现场直播       | 现场直播       | 现场直播       | 现场直播       |
| 14:30 | 现场直播       | 现场直播       | 现场直播       | 现场直播       |
| 15:00 | 现场直播       | 现场直播       | 现场直播       | 现场直播       |
| 15:30 | 现场直播       | 现场直播       | 现场直播       | 现场直播       |
| 16:00 | 现场直播       | 现场直播       | 现场直播       | 现场直播       |
| 16:30 | 现场直播       | 现场直播       | 不適用         | 不適用         |
| 16:45 | 不適用         | 不適用         | 不適用         | 不適用         |
| 17:00 | 现场直播       | 现场直播       | 现场直播       | 现场直播       |
| 17:15 | 现场直播       | 现场直播       | 不適用         | 不適用         |
| 17:30 | 不適用         | 不適用         | 不適用         | 不適用         |
| 18:00 | 不適用         | 不適用         | 不適用         | 不適用         |
| 22:00 | 不適用         | 不適用         | 现场直播       | 现场直播       |
| 22:30 | 不適用         | 不適用         | 不適用         | 不適用         |
| 23:00 | 不適用         | 不適用         | 现场直播       | 现场直播       |
| 23:15 | 不適用         | 不適用         | 不適用         | 现场直播       |
| 23:30 | 不適用         | 不適用         | 不適用         | 不適用         |

### 鳳凰焦點新聞
- 18:00 - 18:27（每天）
- 20:00 - 20:27（每天）
- 23:00 - 23:30（周一至周五；特備節目改為23:30 - 00:00）

注：
- 节目开头一般播出新闻预告（部分时段除外）。
- 節目完結時會打出「主播」、「製作人」、「導播」。
- 每节《凤凰正点播报》、《鳳凰焦點新聞》之后会播出《凤凰气象站》（部分时段除外）。
- 春節前後，部分原本屬直播的《凤凰正点播报》均會改為錄播時段。
- 若有特別新聞事件，20:00 - 20:27 時段或會播出特別節目，而該節特別節目會在第二天 6:30 - 6:57 重播。

### 临时编排
2017年9月12日起，因《时事辩论会》暂停播出，原时段（周一至周五12:30-13:00、周二至周六06:30-07:00）节目以该节目代替，其中前者为直播节目，后者为05:00档直播的重播版。中文台的《資訊快遞》亦同時加設周一至周五13:00-13:30時段播出，為資訊台12:30檔直播的重播版。

## 节目环节
- 全球股市追踪
- 财经热点
- 中国透视
- 图解新闻
- 解构新闻
- 新闻述评
- 一周新闻特写
- 台湾浮世绘
- 娱乐快递

注：
- 不包括特别报道的环节（特别报道环节也适用于《凤凰早班车》《凤凰午间专列》《凤凰子夜快车》）。
- 大部分环节适用于《凤凰子夜快车》。
- 有些环节仅在部分时段的新闻中出现。

## 主播
- 各鳳凰衞視新闻主播，除四線新聞快車外沒有固定安排，通宵時段主要由《時事直通車》男主播出任。

### 資訊快遞
- 李亞蒨（經常出現）
- 姜聲揚（經常出現）
- 簡福疆（很少出現）

注：周一至周五15:00-15:30另附一評論員，春節除外。在2022年1月1日起改版後已取消安排。